# Clawson (Utah)
Pour les articles homonymes, voir Clawson.
Clawson est une municipalité américaine située dans le comté d'Emery en Utah.
Lors du recensement de 2010, sa population est de 163 habitants. La municipalité s'étend alors sur une superficie de 0,71 mille carré (1,84 km2).
La localité est fondée en 1897 sous le nom de Kingsville, en référence à l'une des familles s'y étant installée. En 1902, l'église mormone fait déplacer Kingsville vers l'ouest. Elle adopte le nom de Clawson deux ans plus tard, en l'honneur d'un apôtre mormon.